# Sandrine Bonnaire
Sandrine Bonnaire (Gatnac, 31 de maig de 1967) és una actriu i directora de cinema francesa. Ha participat en pel·lícules dels més importants directors del seu país, com Agnès Varda, Jacques Rivette, Claude Chabrol, Maurice Pialat, André Téchiné o Patrice Leconte.
Va néixer en una família obrera de la regió occitana d'Alvèrnia. Va ser la setena d'onze germans. Les seves primeres aparicions al cinema van ser en 1982, quan va participar com a extra en La Boum 2, dirigida per Claude Pinoteau, i en la comèdia Les Sous-doués en vacances, de Claude Zidi.
La seva gran revelació va arribar un any després, 1983, quan Maurice Pialat li va oferir el paper protagonista de Als nostres amors. A partir de llavors, el nom de Sandrine Bonnaire s'associa al cinema de qualitat francès. La seva carrera ha estat molt prestigiosa, ha rebut nombrosos premis i ha participat també en pel·lícules fora del seu país.
Bonnaire té dues filles, una fruit de la seva relació amb William Hurt (amb qui va coincidir en 1991 en el rodatge de La pesta de Luis Puenzo) i la segona del seu marit (es va casar en 2003), el guionista Guillaume Laurant, de qui es va divorciar el 2015.

## Filmografia

### Com a actriu
La seva carrera com a actriu va començar en 1983, als setze anys, quan va protagonitzar la pel·lícula de Maurice Pialat À nos amours. Bonnaire interpretava a una adolescent parisenca de quinze anys les relacions sexuals dels quals són molt promíscues. Per aquest paper va guanyar en 1984 el César a la millor actriu revelació.
La carrera internacional de Bonnaire va començar gràcies a la pel·lícula Sense sostre ni llei (títol original: Sans toit ni loi) de la directora Agnès Varda (1985). El paper de la rodamón protagonista va valer a Bonnaire nombrosos premis: el César a la millor actriu i el premi de l'Associació de Crítics de Cinema de Los Angeles (tots dos el 1986).
Va participar en la pel·lícula Sous le soleil de Satan, de Maurice Pialat, adaptació de la novel·la homònima de Georges Bernanos. Aquesta pel·lícula va guanyar la Palma d'Or del Festival de Canes de 1987. Bonnaire, per part seva, va ser candidata en 1988 al Premi César a la millor actriu pel seu paper de Mouchette, la jove amant del sacerdot Donissan (Gérard Depardieu).
En 1989 es va estrenar Monsieur Hire, pel·lícula dirigida per Patrice Leconte i protagonitzada per Michel Blanc (en el personatge que dona títol a l'obra, un home misantrop que s'enamora del personatge interpretat per Sandrine Bonnaire). La pel·lícula està basada en una novel·la de Georges Simenon i va tenir excel·lents crítiques. Va participar al Festival de Cannes de 1989 i Bonnaire va tornar a ser candidata al Premi César a la millor actriu.
Va encarnar al personatge de Joana d'Arc en Jeanne la Pucelle 1994, dirigida per Jacques Rivette, pel·lícula de gran durada que es va dividir en dues parts, Jeanne d'Arc I - Les Batailles i Jeanne d'Arc II - Les prisons. Aquesta interpretació li va valer la seva tercera candidatura en els Premis César de 1995.
Va ser candidata per quarta vegada al Premi César a la millor actriu en 1996 per la seva interpretació de Sophie a La cérémonie de Claude Chabrol. de Claude Chabrol. La pel·lícula, estrenada el 1995, està basada en la novel·la A Judgement in Stone, de Ruth Rendell. Les crítiques van ser excel·lents i es va destacar la qualitat de les actuacions de Jacqueline Bisset (candidata al Premi César a la millor actriu secundària), Isabelle Huppert (guanyadora del Cèsar a la millor actriu) i Sandrine Bonnaire (candidata a aquest premi i guanyadora amb Huppert de la Copa Volpi del Festival de Venècia de 1995).
Est-Ouest (1999), de Régis Wargnier, va suposar la cinquena candidatura de Bonnaire als Premis César. Es tracta d'una coproducció franco-ucraïnesa-russ0-búlgar-espanyola amb guió de Rustam Ibragimbekov, Serguei Bodrov, Louis Gardel i Régis Wargnier, candidata a l'Oscar a la millor pel·lícula de parla no anglesa (2000). A part de Bonnaire, van actuar a la pel·lícula Oleg Menxikov, Serguei Bodrov (fill) i Catherine Deneuve.

### Com a directora
El 2007 Bonnaire va debutar com a directora amb el documental Elle s'appelle Sabine En aquesta pel·lícula, Bonnaire fa un retrat cinematogràfic de la seva germana Sabine, que pateix un retard mental que va ser tardanament diagnosticat com una forma de autisme. Al maig de 2007 es va projectar en la Quinzena de Realitzadors del Festival de Canes.

## Filmografia

### Cinema

#### Actriu
- 1980: La Boum de Claude Pinoteau: (figurant)
- 1982: Cinématon #238 de Gérard Courant: ella mateixa
- 1982 : Les Sous-doués en vacances de Claude Zidi: una espectadora
- 1983: Pels meus amors de Maurice Pialat: Suzanne
- 1984: Tir à vue de Marc Angelo: Marilyn
- 1985: Blanche et Marie de Jacques Renard: Marie
- 1985 : Le Meilleur de la vie de Renaud Victor: Véronique
- 1985 : Police de Maurice Pialat: Lydie
- 1985 : Sense sostre ni llei de Agnès Varda: Mona
- 1986: La Puritaine de Jacques Doillon: Manon
- 1987: Sous le soleil de Satan de Maurice Pialat: Mouchette
- 1987 : Jaune revolver d'Olivier Langlois: Angèle
- 1987 : Les Innocents d'André Téchiné: Jeanne
- 1988: Quelques jours avec moi de Claude Sautet: Francine
- 1988 : Peaux de vaches de Patricia Mazuy: Annie
- 1989: Monsieur Hire de Patrice Leconte: Alice
- 1990: La Captive du désert de Raymond Depardon: la captiva
- 1990 : Verso sera de Francesca Archibugi: Stella
- 1991: Le Ciel de Paris de Michel Béna: Suzanne
- 1991 : La Peste de Luis Puenzo: Martine Rambert
- 1992: Prague d'Ian Sellar: Elena
- 1994: Jeanne la Pucelle de Jacques Rivette: Jeanne d'Arc
- 1994 : Ispoved neznakomtsu de Georges Bardawil: Natalia
- 1995: Les Cent et Une Nuits de Simon Cinéma d'Agnès Varda: La rodamón metamorfitzada
- 1995 : La Cérémonie de Claude Chabrol: Sophie
- 1995 : Cinématon #1742 de Gérard Courant: ella mateixa
- 1996: Never Ever de Charles P. Finch: Katherine Beaufort
- 1997: Die Schuld der Liebe d'Andreas Gruber: Monica Besse
- 1998: Secret défense de Jacques Rivette: Sylvie
- 1998 : Voleur de vie d'Yves Angelo: Olga
- 1999: Au cœur du mensonge de Claude Chabrol: Viviane Sterne
- 1999 : Est-Ouest de Régis Wargnier: Marie
- 2001: Mademoiselle de Philippe Lioret: Claire Canselier
- 2001 : C'est la vie de Jean-Pierre Améris: Suzanne
- 2002: Femme fatale de Brian De Palma: ella mateixa
- 2003: Résistance de Todd Komarnicki: Lucette Oomlop
- 2004: Confidences trop intimes de Patrice Leconte: Anna
- 2004 : Le Cou de la girafe de Safy Nebbou: Hélène
- 2004 : L'Équipier de Philippe Lioret: Mabé Le Guen
- 2006: Demandez la permission aux enfants d'Éric Civanyan: Marie
- 2007: Je crois que je l'aime de Pierre Jolivet: Elsa
- 2007 : Un cœur simple de Marion Laine: Félicité
- 2008: L'Empreinte de Safy Nebbou: Claire Vigneaux
- 2009: Joueuse de Caroline Bottaro: Hélène
- 2012: Adieu Paris de Franziska Buch : Françoise Dupret
- 2014: Salaud, on t'aime de Claude Lelouch: Nathalie Beranger
- 2015: Dusha shpiona de Vladimir Bortko: Jacqueline
- 2015 : La Dernière Leçon de Pascale Pouzadoux: Diane
- 2016: Le ciel attendra de Marie-Castille Mention-Schaar: Catherine Bouzaria
- 2017: Une saison en France de Mahamat Saleh Haroun: Carole Blaszak
- 2017 : Prendre le large de Gaël Morel: Édith Clerval
- 2019: K contraire de Sarah Marx: Gabrielle Fravielle
- 2019 : Trois jours et une vie de Nicolas Boukhrief: Blanche Courtin
- 2020: Voir le jour de Marion Laine: Jeanne

#### Directora
Documentals
- 2007: Elle s'appelle Sabine[12]
- 2014: Ce que le temps a donné à l'homme subtitulada Jacques Higelin par Sandrine Bonnaire, 53 min, Arte, 1 novembre 2015.[13]

Llargmetratges
- 2012: J'enrage de son absence (Llargmetratge de ficció)

### Televisió
- 1997: Une femme en blanc, sèrie d'Aline Issermann: Margaux Dampierre
- 2003: La Maison des enfants, sèrie d'Aline Issermann: Margaux Dampierre
- 2006: Le Procès de Bobigny, telefilm de François Luciani: Martine Langlois
- 2011: Signature, sèrie d'Hervé Hadmar: Daphné
- 2013: La Balade de Lucie, telefilm de Sandrine Ray: Lucie
- 2014: Rouge Sang, telefilm de Xavier Durringer: Alma Schneider
- 2015: Elles... Les Filles du Plessis, telefilm de Bénédicte Delmas: la directora
- 2016: Bébés volés, telefilm de Alain Berliner: Inès
- 2017: Capitaine Marleau (épisode La Nuit de la Lune Rousse), telefilm de Josée Dayan: Jeanne Dewaere
- 2018: La Loi de Marion, telefilm de Stéphane Kappes: Marion Veyron
- 2019: Ce soir-là et les jours d'après, telefilm de Marion Laine: Irène

## Premis i nominacions
| Pel·lícula                      | Premi                                       | Categoria                     | Resultat   |
| ------------------------------- | ------------------------------------------- | ----------------------------- | ---------- |
| Pels nostres amors              | Premis César                                | Millor Actriu de Revelació    | Guanyadora |
| Sense sostre ni llei            | Premis César                                | Millor Actriu                 | Guanyadora |
| Sense sostre ni llei            | Sindicat Francès de Crítics de Cinema       | Millor Actriu                 | Guanyadora |
| Sense sostre ni llei            | National Society of Film Critics            | Millor Actriu                 | Nominada   |
| Sense sostre ni llei            | Los Angeles Film Critics Association        | Millor Actriu                 | Guanyadora |
| Sense sostre ni llei            | Premis Sant Jordi de Cinematografia         | Millor actriu estrangera      | Guanyadora |
| Sous le soleil de Satan         | Premis César                                | Millor Actriu                 | Nominada   |
| Monsieur Hire                   | Premis César                                | Millor Actriu                 | Nominada   |
| Monsieur Hire                   | Premis Sant Jordi de Cinematografia         | Millor actriu estrangera      | Guanyadora |
| La Cérémonie                    | Premis César                                | Millor Actriu                 | Nominada   |
| La Cérémonie                    | Festival de Venècia                         | Copa Volpi a la Millor Actriu | Guanyadora |
| Jean le Poucelle 2: Les Prisons | Premis César                                | Millor Actriu                 | Nominada   |
| Est-Ouest                       | Premis César                                | Millor Actriu                 | Nominada   |
| Mademoiselle                    | Festival de Cabourg                         | Millor Actriu                 | Guanyadora |
| Elle s'appelle Sabine           | Premis César                                | Millor pel·lícula documental  | Nominada   |
| Elle s'appelle Sabine           | Festival de Canes                           | FIPRESCI Prize                | Guanyadora |
| Elle s'appelle Sabine           | Festival de Canes                           | Càmera d'or                   | Nominada   |
| Elle s'appelle Sabine           | Sindicat Francès de Crítics de Cinema       | Millor òpera preval           | Guanyadora |
| Elle s'appelle Sabine           | Premis Globus de Cristall                   | Millor pel·lícula documental  | Guanyadora |
| Elle s'appelle Sabine           | Festival Internacional de Cinema de Chicago | Millor pel·lícula documental  | Nominada   |
| -                               | Premis Magritte                             | Premi Honorífic               | Guanyadora |